# 668 Dora
668 Dora
668 Dora là một tiểu hành tinh ở vành đai chính, thuộc nhóm tiểu hành tinh Dora. Nó được August Kopff phát hiện ngày 27.7.1908 ở Heidelberg và được đặt theo tên Dora, một người bạn của vợ August Kopff (cũng có thể được gợi ý từ 2 chữ DO (DOra) trong tên tạm thời của nó)